# أرنولد تاون
نادي أرنولد تاون لكرة القدم (بالإنجليزية: .Arnold Town F.C)‏ هو نادٍ لكرة القدم مقره في أرنولد، نوتينغمشير، بإنجلترا. هم حاليًا أعضاء في القسم الجنوبي لرابطة ميدلاندز الوسطى ويلعبون في إيجل فالي.

## سجلات النادي
- أفضل أداء في كأس الاتحاد الإنجليزي: الجولة التأهيلية الرابعة، 2002–03.[1]
- أفضل أداء فاز به اتحاد كرة القدم: الجولة الخامسة، 2001–02، 2005–06.[1]